# Asphondylia sophorae
Asphondylia sophorae är en tvåvingeart som beskrevs av Fedotova 1988. Asphondylia sophorae ingår i släktet Asphondylia och familjen gallmyggor.
Artens utbredningsområde är Kazakstan. Inga underarter finns listade i Catalogue of Life.